# Johannes Arndt (Museologe)
Johannes Arndt (* 15. Januar 1902 in Aue (Sachsen); † nach 1966) war ein deutscher Oberstudienrat und Autor.

## Leben und Wirken
Arndt stammte aus dem sächsischen Erzgebirge. Nach Schulbesuch und Ausbildung war er am Deutschen Institut für Länderkunde in Leipzig bis 1945 tätig. In dieser Zeit publizierte er mehrere Hefte von Meyers Bild-Bändchen. Er erlangte den Titel Studienrat, verließ die Sowjetische Besatzungszone und ließ sich in Wolfsburg nieder, wo er Leiter der geographisch-geologischen Abteilung des Heimatmuseums und zum Oberstudienrat ernannt wurde.

## Schriften (Auswahl)
- Germanische Kunst. Von der altnordischen Kunst bis zur Kunst der Wikingerzeit. Bibliographisches Institut, Leipzig 1935.
- Deutsche Kunst im Reich der deutschen Kaiser.  Bd. 1. Von den Karolingern bis zu den Staufern. Bibliographisches Institut, Leipzig 1937.
- Deutsche Kunst im Reich der deutschen Kaiser.  Bd. 2. Die Stauferzeit. Bibliographisches Institut, Leipzig 1937.
- Deutsche Bürgerkunst des Mittelalters. Bibliographisches Institut, Leipzig 1939.
- Wolfsburg – zur Problematik der modernen Stadtgründung. In: Gemeinschaft und Politik, 1953, S. 10 ff.
- Salzgitter und Wolfsburg. Großstadtgründungen im 20. Jahrhundert. In: Berichte zur deutschen Landeskunde (18) 1957, H. 2, S. 137–162.